# Hugo-Junkers-Preis

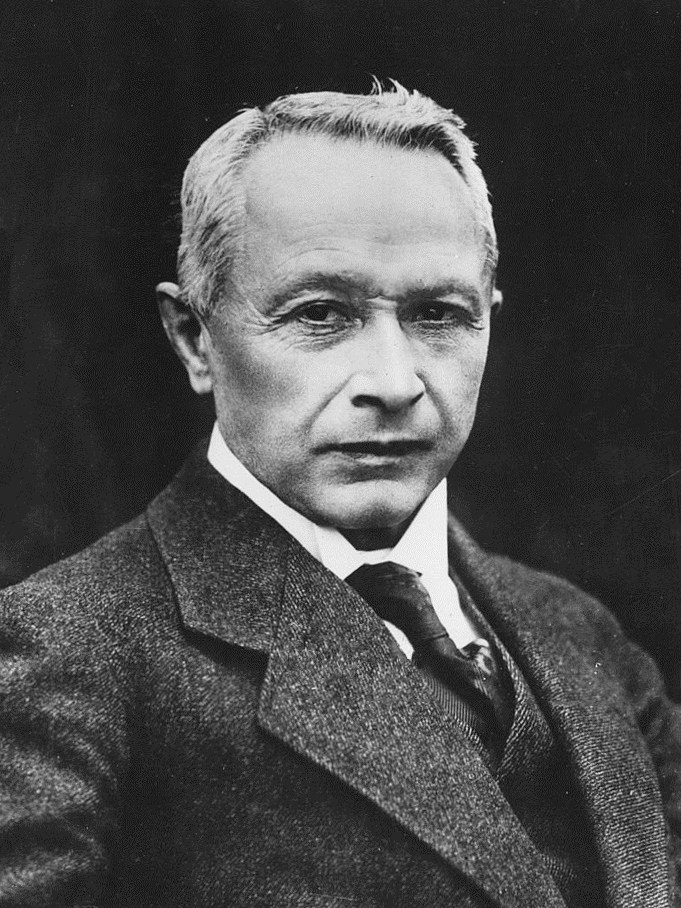
Hugo Junkers (1920)

Der Hugo-Junkers-Preis ist ein Journalistenpreis zum Andenken an den Luftfahrtpionier Hugo Junkers.

## Regularien
Der Hugo-Junkers-Preis wird seit 1996 jährlich vom Luftfahrt-Presse-Club e. V. (LPC) ausgeschrieben und dient der Würdigung herausragender journalistischer Arbeiten über die Luft- und Raumfahrt. Der Preis wird von der Hugo-Junkers-Stiftung, dem Bundesverband der Deutschen Luft- und Raumfahrtindustrie e. V. (BDLI) und dem LPC getragen.
Teilnehmen können Journalisten aller Medien, unabhängig davon, ob sie Mitglieder des LPC sind. Die Autoren können sich selbst bewerben oder von einem Mitglied des LPC vorgeschlagen werden.
Der Preis ist jährlich mit insgesamt 10.000 Euro dotiert.
Das Ministerium für Wirtschaft, Wissenschaft und Digitalisierung des Landes Sachsen-Anhalt vergibt ebenfalls einen Hugo-Junkers-Preis für „zukunftsweisende Innovationen aus Wissenschaft, Industrie und Handwerk“.

## Preisträger

### 1996 bis 1999

#### 1996
Preisverleihung am 22. November 1996 in Dessau.
- Anatol Johansen, „Phoenix in der Asche“ (Bild der Wissenschaft)
- Joachim Bartz, „Runter kommen sie immer“ (ZDF)

#### 1997
Preisverleihung am 15. November 1997 in Hamburg.
- Olaf Stampf, „Aufbruch zur Neuen Welt“ (Der Spiegel)[2]

Sonderpreis:
- Georg Scheller und Andreas Bönte, „Space Night“ (BR)

#### 1998
Preisverleihung am 21. November 1998 in Frankfurt.
- Armin Maiwald und sein Team von FLASH Filmproduktion, Die Sendung mit der Maus (ARD)

#### 1999
Preisverleihung am 13. November 1999 in Stuttgart.
- Carl-Ludwig Paeschke, „Happy Birthday Tempelhof“ (ZDF)
- Peter Sartorius, „Früchte des Mondes“ (SZ)
- Karl Morgenstern, „Wo sind sie geblieben“ (AERO International)

### 2000 bis 2009

#### 2000
Preisverleihung am 18. November 2000 in Dresden.
- Ulli Rothaus und Bodo Witzke, „Frankfurt Airport“ (ZDF)
- Peter Zerbe, „Luftfahrtserie Flughafen Hamburg“ (Die Welt)
- Matthias Gründer, „SOS im All“ (Buch)

Sonderpreis:
- Andreas Spaeth, Interviews und Berichte zum Concorde-Unfall

#### 2001
Preisverleihung am 17. November 2001 am Flughafen Köln/Bonn.
- Gudrun Thoma und Sebastian Schütz, „Millionen fliegen in die Luft“ (WDR)
- Thomas Kuschel und Martin Hübner, „Der Todesflug der 152“ (MDR)
- Georg Haupt, Sonderserie zum Ausbau des Frankfurter Flughafens (Frankfurter Neue Presse)

#### 2002
Preisverleihung am 16. November 2002 in Berlin
- Jochen Missfeldt, „Wacht über Washington“ (FAZ)
- Jan Hinrik Drevs, „Patrouille Suisse“ (Start Film+TV)
- Oliver Günther, „Geschichte des Frankfurter Flughafens“ (hr1)

Anerkennungspreis 2002:
- Redaktionsteam Phoenix, Berichterstattung von der ILA 2002

#### 2003
Preisverleihung am 8. November 2003 in Wiesbaden.
- Jens Flottau, „Die Fairchild Dornier Story“ (Aero International)
- Ilona Rothin, „Tod über dem Bodensee“ (WDR)

LPC-Ehrenpreis:
- Karl Morgenstern, dpa

#### 2004
Preisverleihung am 5. Juni 2005 in München.
- Clemens Bollinger, „Ein Herz für Nicole“ (Krüger-Verlag)
- Harald Stocker, „Absturz der Columbia“ (Pro 7)

LPC-Ehrenpreis:
- Dieter Vogt, FAZ

#### 2005
Preisverleihung am 1. Juni 2006 in Leipzig.
- Hans Borchart, für den Artikel „Raumschiff A380“ im Focus
- Hermann-Michael Hahn, Autor des Buches „Outer Space – Der Kosmos – Bildatlas des Sonnensystems“

LPC-Ehrenpreis:
- Karl-Dieter Seifert

#### 2006
Preisverleihung am 2. Juni 2007 in Braunschweig.
- Hartmut Reichardt, „Die Kriegsmaschine“ Hannoversche Allgemeine Zeitung
- Conny Czymoch, Michael Krons, Christoph Minhoff und Carl-Ludwig Paeschke (Autorenteam für die Phoenix-Reportagenreihe ALL-Tag – Die Thomas Reiter Mission.)

#### 2007
Preisverleihung am 26. April 2008 in Bremen.
- Evelyn Zegenhagen, Buch „Schneidige deutsche Mädel – Fliegerinnen von 1918 bis 1945“
- Dirk Wagner, „Wagners Weltraum Wissen“ (Hessischer Rundfunk, hr1)

#### 2008
Preisverleihung am 9. Mai 2009 in Frankfurt.
- Stefan Scholl
- Jochen Temsch

#### 2009
Preisverleihung am 24. April 2010 in Düsseldorf.
- Mathias Werth
- Lukas Egli, Anja Jardine, Mikael Krogerus, Benno Maggi, Gudrun Sachse, Reto U. Schneider und Daniel Weber

Sonderpreis zum 150. Geburtstag von Hugo Junkers:
- Sebastian Beck
- Martin Prem
- Arno L. Schmitz

### Seit 2010

#### 2011
Preisverleihung am 11. November 2011 in Hamburg.
- Simon Book, Oliver Sallet und Christian Wermke
- Jens Hartmann, Jan Hildebrand, Gesche Wüpper

#### 2012
Preisverleihung am 17. November 2012 in Berlin.
- Jörg Stolpe, Andreas Kölmel
- Alexander Stirn

#### 2013
Preisverleihung am 16. November 2013 in München.
- Thorsten Lork und Guido Schmidtke, „Die Geschichte der Transall“ (N24)
- Heiner Siegmund, Artikelserie zur wirtschaftlichen Entwicklung der CargoLux
- Andreas Fecker, Buch „Fluglärm – Daten und Fakten“

#### 2014
Preisverleihung am 15. November 2014 in Leipzig.
- Marco Evers, „Absturz an Bord“ (Der Spiegel)[3]
- Andreas Spaeth, „Enger, unbequemer, billiger“ (Welt am Sonntag)[4]

LPC-Sonderpreis:
- Michael Immel und Demian von Osten, „Provinzflughäfen – viel Geld für wenig Flüge“ (ARD-Morgenmagazin)[5]

#### 2015
Preisverleihung am 14. November 2015 in Köln.
- Stefan Klein, „Oben bleiben“ (Süddeutsche Zeitung)[6]
- Malte Henk, „Rosetta: Die Jagd auf 67P/C-G“ (Die Zeit)[7]

LPC-Sonderpreis:
- Till Bartels, „Follow me“ (Stern.de)[8]

#### 2016
Preisverleihung am 19. November 2016 in Frankfurt.
- Jürgen Bischoff, „Und hier sollen wir leben?“ (GEO Magazin)[9]

LPC-Sonderpreis “125 Jahre Menschflug”
- Robert Gast, „Otto Lilienthal und der Traum vom Fliegen“ (Neue Zürcher Zeitung)[10]
- Karl-Dieter Seifert, „125 Jahre Otto Lilienthal“ (Wanderausstellung)[11]

#### 2017
Preisverleihung am 18. November 2017 in München.
- Anja Jardine, „Flug ins Nichts – Draussen geblieben“ (Neue Zürcher Zeitung)[12]
- Wolfgang Horch und Michael Rauhe, „Airbus in 24 Stunden“ (Hamburger Abendblatt)

LPC-Sonderpreis:
- Ullrich Fichtner, André Geike, Matthias Geyer, Andreas Wassermann, „Made in Germany – Wie Deutschland am Bau eines Flughafens scheiterte“ (Der Spiegel)[13]

LPC-Sonderpreis für sein Lebenswerk:
- Peter Pletschacher

#### 2018
Preisverleihung am 17. November 2018 in Bremen.
- Martin Hübner, „Der Sputnik-Schock“ (mdr / ARD)[14]
- Autorenteam Handelsblatt (Markus Fasse, Mona Fromm, Thomas Hanke, Sönke Iwersen, Martin Murphy, Hans-Peter Siebenhaar, Volker Votsmeier), „Wir führen mal wieder Kleinkrieg“ (Handelsblatt)[15]

#### 2019
Preisverleihung am 23. November 2019 in Dresden.
- Niels Boeing für die Wirtschaftsreportage „Verzicht rettet die Welt nicht“.[16]
- Uwe W. Jack für die Sonderpublikation „Auf zum Mond!“, erschienen in der FliegerRevueX.[17]

#### 2020
Der Preis ging jeweils zur Hälfte an zwei Preisträger.
- Redaktionsteam der Fachzeitschrift Aerokurier unter der Leitung von Lars Reinhold für eine Artikelreihe zum Elektro-Flugprojekt Lilium Jet.[18]
- ein MDR-Fernsehteam unter der Leitung von Dirk Schneider für ein zweiteiliges TV-Feature über den Flughafen Leipzig-Halle.

#### 2021
Preisverleihung am 13. November 2022 in Frankfurt
- Johannes Böhm: „Rocketman“ – Magazin der Süddeutschen Zeitung
- Rainer During: „Flughafen Tegel 121 Jahre“ – Sonderausgabe FLIEGERREVUE
- Anna Jopp: „Die Rückkehr zum Mond“ – Mittelbayerische Zeitung (Nachwuchspreis)

#### 2022
Preisverleihung am 5. Oktober 2023 in Nürnberg
- Andreas Graf: Beitragsserie MITTENDRIN am Beispiel von „Letzter Take-off für den Superflieger A380“ – Hessischer Rundfunk
- Robert Gast: „Ein All für alle“ – DIE ZEIT
- Erik Häußler: „Deutsche Luftwaffe probt Ernstfall: In 24h von Bayern nach Singapur“ – Bayerischer Rundfunk

#### 2023
Preisverleihung am 7. November 2024 in Hamburg
- Sina Kürtz: „Sonne, Tod & Sterne“ – YouTube-Kanal
- Ben Arnold: Dokumentation „Fliegerstadt Laucha – 100 Jahre Luftsport“ – MDR Mitteldeutscher Rundfunk
- Andreas Fecker: LPC-Sonderpreis für sein Lebenswerk